# Kleuterhof
Het Kleuterhof (of soms ook wel Speelland genoemd) is een speeltuin in de Efteling, gelegen in het Parkdeel Reizenrijk. De speeltuin werd samen met het voormalige Avonturendoolhof officieel geopend in 1995, maar was in 1994 al toegankelijk voor publiek. Het Kleuterhof is niet te verwarren met het voormalige Kleuterhof dat geopend was van 1960 t.e.m. 1990. 

## Kleuterhof (1960-1990)

### Geschiedenis
In 1960 opende het eerste Kleuterhof. De speeltuin bestond uit speeltoestellen, een Kinderbad, een zandbak, een volière, ... 
Met de komst van het volk van Laaf verdween het oorspronkelijke Kleuterhof in 1990.

## Kleuterhof (1995-heden)

### Geschiedenis

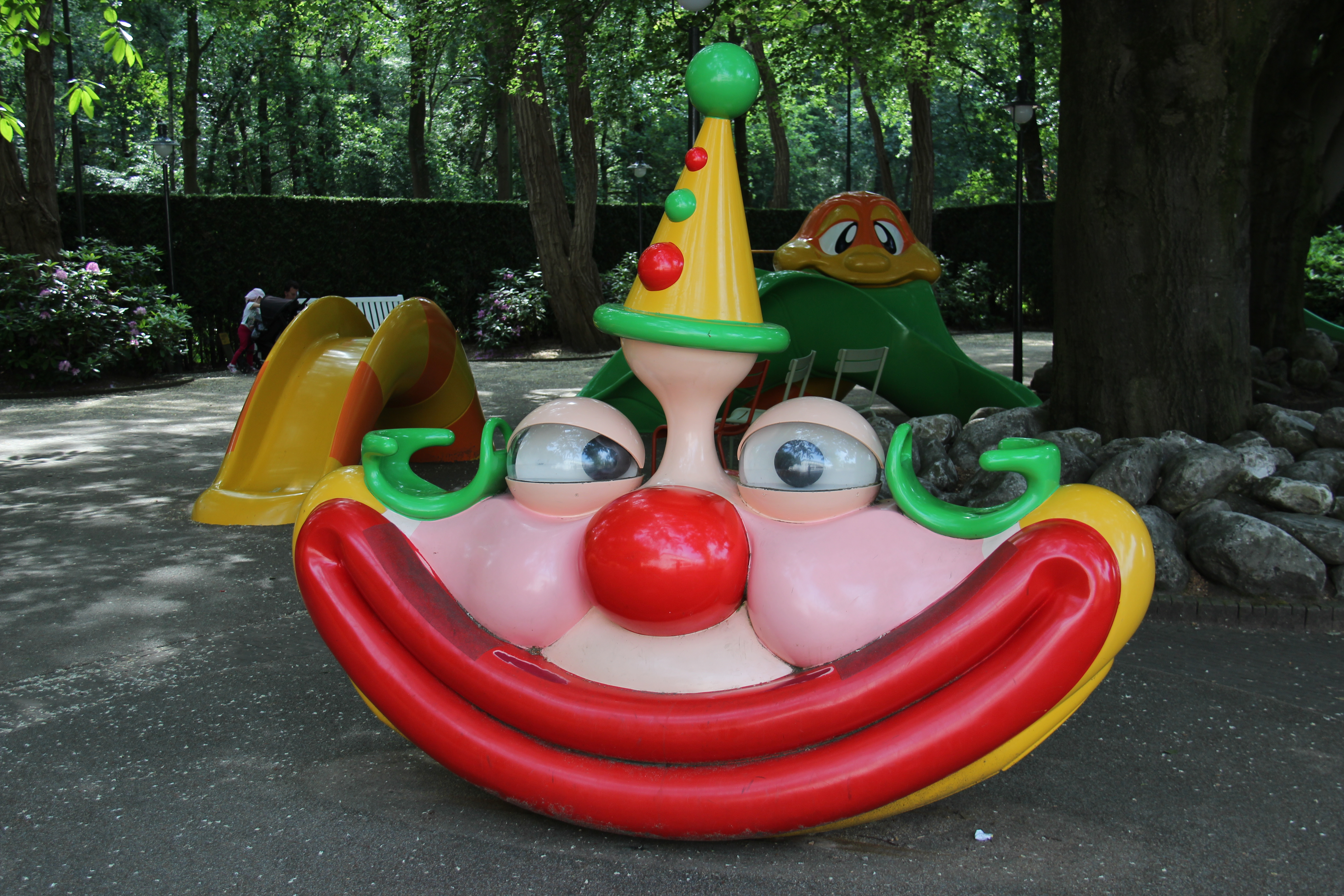
Clown Wipwap naar ontwerp van Henny Knoet.

Henny Knoet ontwierp het nieuwe Kleuterhof en het voormalig Avonturendoolhof voor deze doelgroep en zorgde dat de speeltuin perfect zou aansluiten op de nabijgelegen attracties zoals Carnaval Festival en de voormalige Monsieur Cannibale. Het nieuwe Kleuterhof opende in 1995 en bestaat uit 16 toestellen. De speeltuin bestaat voornamelijk uit kunststoftoestellen met felle kleuren. 

### Trivia
- In 2013 werden een aantal toestellen vervangen.
- In 2024 werd het Kleuterhof volledig gerenoveerd. Alle toestellen werden verwijderd en opgeknapt.

Lijst van attracties in de Efteling · Lijst van sprookjes in de Efteling · Afbeeldingen